# A1 (Letland)
De A1 is een hoofdweg in Letland die Riga verbindt met Estland. Aan de grens sluit de weg aan op de Põhimaantee 4 naar Pärnu en Tallinn. De weg is een onderdeel van de E67 tussen Helsinki (dat vanuit Tallinn te bereiken is) en Praag en de Via Baltica tussen Tallinn en Warschau.  
De A1 begint in Riga bij een klaverblad met de A2 en de ringweg A4. Daarna loopt de weg via Ādaži en Salacgrīva naar de Estische grens. De A1 loopt langs de kust van de Oostzee, de Golf van Riga, en is 101,7 kilometer lang.

## Geschiedenis
In de tijd van de Sovjet-Unie was de A1 onderdeel van de Russische M12. Na de val van de Sovjet-Unie in 1991 en de daaropvolgende onafhankelijkheid van Letland werden de hoofdwegen omgenummerd om een logische nationale nummering te krijgen. De M12 kreeg het nummer A1.
A1 · A2 · A3 · A4 · A5 · A6 · A7 · A8 · A9 · A10 · A11 · A12 · A13 · A14 · A15